# Surducu Mare
Surducu Mare – wieś w Rumunii, w okręgu Caraș-Severin, w gminie Forotic. W 2011 roku liczyła 485 mieszkańców. 